# Rugosospora
Rugosospora — рід грибів родини Agaricaceae. Назва вперше опублікована 1973 року.

## Класифікація
Згідно з базою MycoBank до роду Rugosospora відносять 2 офіційно визнані види:
- Rugosospora ochraceobadia
- Rugosospora pseudorubiginosa